# Gustaf Douglas
Gustaf Archibald Siegwart Douglas (Estocolmo, 3 de marzo de 1938 - 3 de mayo de 2023) fue un aristócrata sueco, empresario multimillonario y político. En agosto de 2022, su patrimonio neto se estimaba en 7,2 mil millones de dólares estadounidenses. En 2007 se convirtió en miembro de la Real Academia Sueca de Ciencias de la Ingeniería.

## Biografía

### Primeros años y antecedentes
Gustaf Archibald Siegwart Douglas fue el hijo mayor de Carl Ludvig Douglas (1908-1961), un noble y diplomático sueco que fue el embajador sueco en Brasil, y su esposa prusiana Ottora Maria Haas-Heye (1910-2001). Tenía dos hermanas menores. La mayor es Elisabeth Douglas (nacida en 1940), quien se casó con el príncipe Max, duque en Baviera (hermano y heredero del pretendiente bávaro y jacobita Franz, duque de Baviera) y tuvo cinco hijas, incluyendo a Sophie, princesa heredera de Liechtenstein. La hermana menor es Rosita Douglas (nacida en 1943), quien fue la tercera esposa de John Spencer-Churchill, XI duque de Marlborough y madre de sus tres hijos más jóvenes, aunque el mayor murió siendo un bebé.
Su linaje patrilineal es escocés, de la rama sueco-alemana, descendiente a través de dos generaciones oscuras, del hijo menor de James Douglas, primer Lord Dalkeith, ancestro de los condes de Morton del siglo XV. Todos estos Douglas pertenecían a la rama Morton de la antigua familia Douglas. La familia Douglas fue introducida en el siglo XVII en el Riddarhuset bajo el número 19 entre las familias de estatus condal. Gustaf Douglas más tarde sirvió en la junta directiva de Riddarhuset.
Su bisabuelo materno fue Felipe, príncipe de Eulenburg (1847-1921), amigo de Guillermo II, cuyo hijo menor Viktoria Ada Astrid Agnes Gräfin zu Eulenburg (1886-1967) se casó en 1909 (divorciados en 1921) con el Profesor Otto Ludwig Haas-Heye (1879-1959), y tuvo descendencia, incluyendo dos hijas. Gustaf descendía tanto por su madre como por su padre de la nobleza y gobernantes escandinavos medievales.

### Carrera
Después de obtener un MBA de la Harvard Business School en 1964, trabajó en Suecia y fue CEO de los periódicos Dagens Nyheter y Expressen entre 1973 y 1980. Después de eso, fundó su empresa Investment AB Latour en 1984, a través de la cual controlaba la firma de seguridad Securitas AB, el productor de cerraduras Assa Abloy y más. Formó una sociedad con el también empresario Melker Schörling, quien también controla una cantidad significativa de acciones de Securitas y es el presidente de la empresa. Es la undécima persona más rica de Suecia, según la revista Forbes, con un patrimonio neto estimado en alrededor de 3,2 mil millones de dólares estadounidenses en marzo de 2013.
En 2001, Douglas fue elegido para la junta del Partido Moderado. Tiene una larga historia de participación política, habiendo hecho campaña en su adolescencia para lo que fue el predecesor de los Moderados. Sin embargo, Douglas estuvo activo por un tiempo dentro del Partido Popular Liberal. Más tarde fue conocido como un moderado bastante conservador con un gran interés en la política educativa.

## Filatelia

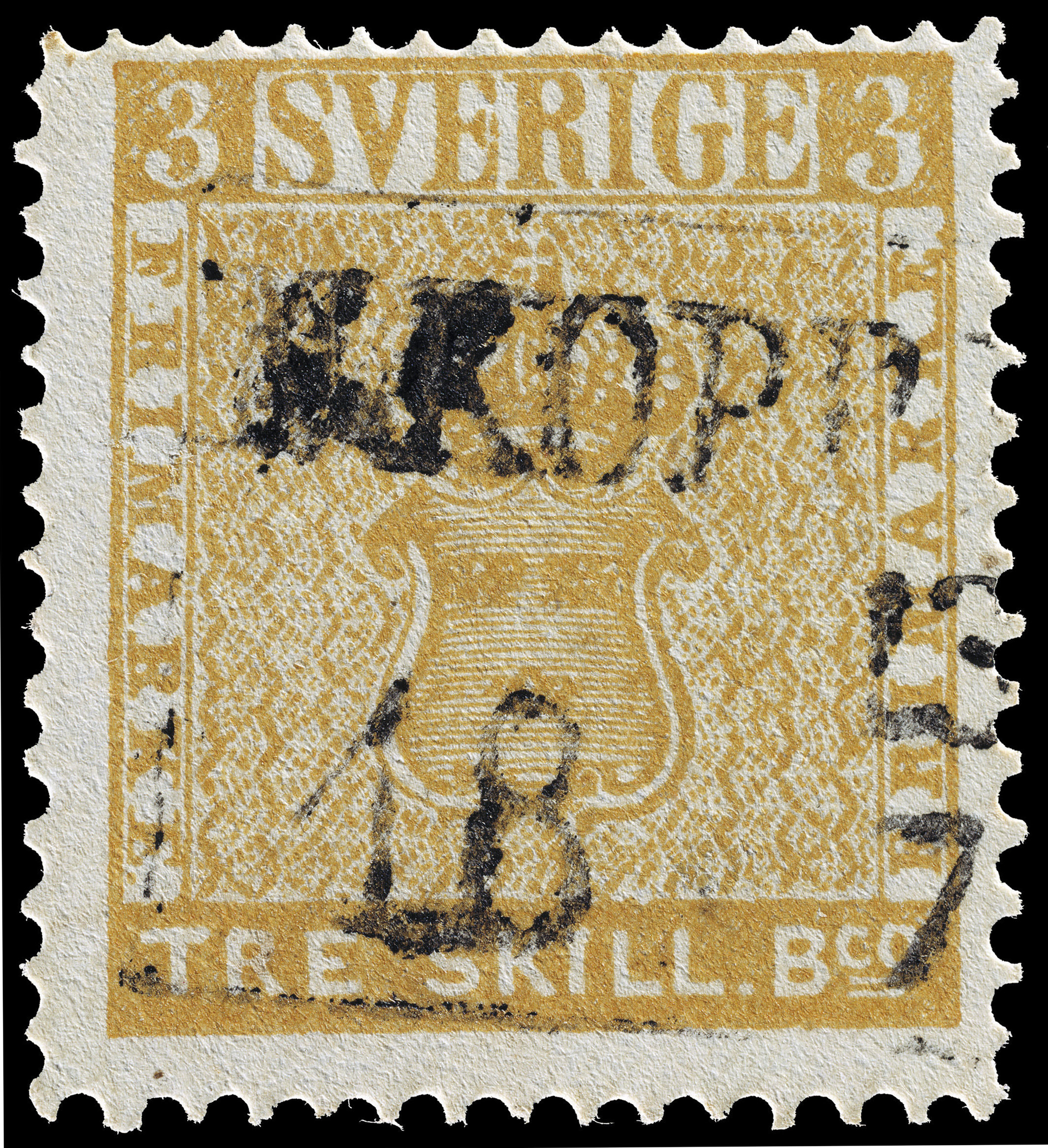
El sello Tre Skilling

En mayo de 2013, Douglas adquirió el único ejemplar conocido del sello postal Treskilling Yellow de 1855, el más raro del mundo con solo un ejemplar conocido, en una venta privada.
Douglas fue miembro de la Royal Philatelic Society London (FRPSL) y en 2018 fue nombrado en el Roll of Distinguished Philatelists.

## Vida personal y fallecimiento
En 1963, se casó con Elisabeth von Essen, hija del barón Eric von Essen y Louise (de soltera Tamm). Gustaf y Elisabeth Douglas tuvieron dos hijos, Carl y Eric. Ambos ocupan diferentes cargos dentro del grupo de empresas familiares. La familia Douglas vivía en el castillo de Rydboholm cerca de Åkersberga. Una de sus hermanas menores es Rosita Spencer-Churchill, duquesa de Marlborough, tercera (y ex) esposa de John Spencer-Churchill, XI duque de Marlborough. La otra hermana de Gustaf, la princesa Elisabeth, duquesa en Baviera, está casada con el príncipe Max, duque en Baviera y su hija Sophie es la actual princesa heredera de Liechtenstein.
Gustaf Douglas falleció el 3 de mayo de 2023, a los 85 años.

## Ascendencia
|  |                                                  |  |  |  |  |  |  |  |  |  |  |  |  |  |  |  |
|  | 8. Conde Ludwig Wilhelm Douglas                  |  |  |  |  |  |  |  |  |  |  |  |  |  |  |  |
|  |                                                  |  |  |  |  |  |  |  |  |  |  |  |  |  |  |  |
|  |                                                  |  |  |  |  |  |  |  |  |  |  |  |  |  |  |  |
|  | 4. Conde Wilhelm Archibald Douglas               |  |  |  |  |  |  |  |  |  |  |  |  |  |  |  |
|  |                                                  |  |  |  |  |  |  |  |  |  |  |  |  |  |  |  |
|  |                                                  |  |  |  |  |  |  |  |  |  |  |  |  |  |  |  |
|  | 9. Condesa Anna Louise Ehrensvärd                |  |  |  |  |  |  |  |  |  |  |  |  |  |  |  |
|  |                                                  |  |  |  |  |  |  |  |  |  |  |  |  |  |  |  |
|  |                                                  |  |  |  |  |  |  |  |  |  |  |  |  |  |  |  |
|  | 2. Carl Ludwig Douglas                           |  |  |  |  |  |  |  |  |  |  |  |  |  |  |  |
|  |                                                  |  |  |  |  |  |  |  |  |  |  |  |  |  |  |  |
|  |                                                  |  |  |  |  |  |  |  |  |  |  |  |  |  |  |  |
|  | 10. Prof. Dr. Salomon Eberhard Henschen          |  |  |  |  |  |  |  |  |  |  |  |  |  |  |  |
|  |                                                  |  |  |  |  |  |  |  |  |  |  |  |  |  |  |  |
|  |                                                  |  |  |  |  |  |  |  |  |  |  |  |  |  |  |  |
|  | 5. Astri Henschen                                |  |  |  |  |  |  |  |  |  |  |  |  |  |  |  |
|  |                                                  |  |  |  |  |  |  |  |  |  |  |  |  |  |  |  |
|  |                                                  |  |  |  |  |  |  |  |  |  |  |  |  |  |  |  |
|  | 11. Gerda Maria Sandell                          |  |  |  |  |  |  |  |  |  |  |  |  |  |  |  |
|  |                                                  |  |  |  |  |  |  |  |  |  |  |  |  |  |  |  |
|  |                                                  |  |  |  |  |  |  |  |  |  |  |  |  |  |  |  |
|  | 1. Gustaf Douglas                                |  |  |  |  |  |  |  |  |  |  |  |  |  |  |  |
|  |                                                  |  |  |  |  |  |  |  |  |  |  |  |  |  |  |  |
|  |                                                  |  |  |  |  |  |  |  |  |  |  |  |  |  |  |  |
|  | 12. Dr. Hermann Julius Haas                      |  |  |  |  |  |  |  |  |  |  |  |  |  |  |  |
|  |                                                  |  |  |  |  |  |  |  |  |  |  |  |  |  |  |  |
|  |                                                  |  |  |  |  |  |  |  |  |  |  |  |  |  |  |  |
|  | 6. Prof. Otto Ludwig Haas-Heye                   |  |  |  |  |  |  |  |  |  |  |  |  |  |  |  |
|  |                                                  |  |  |  |  |  |  |  |  |  |  |  |  |  |  |  |
|  |                                                  |  |  |  |  |  |  |  |  |  |  |  |  |  |  |  |
|  | 13. Hermanna Heye                                |  |  |  |  |  |  |  |  |  |  |  |  |  |  |  |
|  |                                                  |  |  |  |  |  |  |  |  |  |  |  |  |  |  |  |
|  |                                                  |  |  |  |  |  |  |  |  |  |  |  |  |  |  |  |
|  | 3. Ottora Maria Haas-Heye                        |  |  |  |  |  |  |  |  |  |  |  |  |  |  |  |
|  |                                                  |  |  |  |  |  |  |  |  |  |  |  |  |  |  |  |
|  |                                                  |  |  |  |  |  |  |  |  |  |  |  |  |  |  |  |
|  | 14. Felipe, príncipe de Eulenburg y Hertefeld    |  |  |  |  |  |  |  |  |  |  |  |  |  |  |  |
|  |                                                  |  |  |  |  |  |  |  |  |  |  |  |  |  |  |  |
|  |                                                  |  |  |  |  |  |  |  |  |  |  |  |  |  |  |  |
|  | 7. Condesa Viktoria Ada de Eulenburg y Hertefeld |  |  |  |  |  |  |  |  |  |  |  |  |  |  |  |
|  |                                                  |  |  |  |  |  |  |  |  |  |  |  |  |  |  |  |
|  |                                                  |  |  |  |  |  |  |  |  |  |  |  |  |  |  |  |
|  | 15. Augusta Sandels                              |  |  |  |  |  |  |  |  |  |  |  |  |  |  |  |
|  |                                                  |  |  |  |  |  |  |  |  |  |  |  |  |  |  |  |
|  |                                                  |  |  |  |  |  |  |  |  |  |  |  |  |  |  |  |